# حفل توزيع جوائز الأوسكار الثالث والستون
حفل توزيع جوائز الأوسكار الثالث والستون (بالإنجليزية: 63rd Academy Awards)‏ هو حدث نظمته أكاديمية فنون وعلوم الصور المتحركة لتكريم أفضل الأفلام لسنة 1990. أقيم الحفل بتاريخ 25 مارس، 1991 في شراين أوديتوريوم، لوس أنجلوس، كاليفورنيا. قامت شبكة هيئة الإذاعة الأمريكية ببثّ الحفل، وقدّمه بيلي كريستال. في هذه الدورة، فاز فيلم الرقص مع الذئاب بجائزة أفضل فيلم، وحاز الممثّل جيرمي أيرونز على جائزة أفضل ممثّل، ونالت الممثلة كاثي بيتس جائزة أفضل ممثّلةٍ، وكانت جائزة الأوسكار لأفضل مخرج من نصيب المخرج كيفين كوستنر.
أكثر الأفلام ترشيحاً للحصول على جوائز كان فيلم الرقص مع الذئاب حيث تلقّى 12 ترشيحاً، وكان كذلك أكثرها فوزاً حيث فاز بـ 7 جوائز.

## الجوائز
- جائزة أفضل فيلم:

الرقص مع الذئاب
- جائزة أفضل مخرج:

كيفين كوستنر
- جائزة أفضل ممثّل:

جيرمي أيرونز
- جائزة أفضل ممثّلة:

كاثي بيتس
- جائزة أفضل ممثّل مساعد:

جو بيشي
- جائزة أفضل ممثّلة مساعدة:

ووبي غولدبرغ
- جائزة أفضل سيناريو مقتبس:

الرقص مع الذئاب
- جائزة أفضل موسيقى تصويريّة:

الرقص مع الذئاب
- جائزة أفضل تأثيرات بصريّة:

توتال ريكول
- جائزة أفضل خلط أصوات:

الرقص مع الذئاب

## وصلات خارجية
- حفل توزيع جوائز الأوسكار الثالث والستون على موقع IMDb (الإنجليزية)
- حفل توزيع جوائز الأوسكار الثالث والستون على موقع ميوزك برينز (الإنجليزية)
- الموقع الرسمي لجوائز الأكاديمية.
- الموقع الرسمي لأكاديمية فنون وعلوم الصور المتحركة.
- قناة جوائز الأوسكار على موقع يوتيوب (تُديره أكاديمية فنون وعلوم الصور المتحركة).
- مقتطفات فيديو من أكاديمية فنون وعلوم الصور المتحركة.